# Acción Popular
Acción Popular es un partido político peruano fundado el 7 de julio de 1956 por Fernando Belaúnde Terry. Es el partido político en actividad que más veces y más tiempo ha ocupado democráticamente la presidencia del Perú.  Destaca desde 2023 por administrar las alcaldías provinciales de: Datem del Marañón, El Dorado y Chepén.

## Historia

### Inicios
El partido en sí tuvo como base el Frente Nacional de Juventudes Democráticas, con el que Fernando Belaúnde había postulado a la Presidencia del Perú en las elecciones de 1956, marcando un hito en la política peruana con el suceso del Ultimátum de la Merced el 1 de junio de 1956.
Durante los siguientes años, Acción Popular se consolidó como un movimiento popular. Para esos momentos, finales de los 50 e inicios de los 60, AP ocupaba el espacio de izquierda democrática junto con sus movimientos "gemelos" MSP (Movimiento Social Progresista) y DC (Democracia Cristiana).

### Años 1963-1968: Primer gobierno de Fernando Belaúnde de Terry
Llegadas las elecciones de 1962, Belaúnde quedó segundo, separándole sólo 14 000 votos de Víctor Raúl Haya de la Torre, candidato del APRA y del Movimiento Democrático Pradista, sin que ninguno de estos principales candidatos alcanzara el tercio mínimo legal en porcentaje de votos. Las Fuerzas Armadas y la prensa adujeron fraude y derrocaron al presidente Manuel Prado Ugarteche, convocando elecciones para el año siguiente. La verdad es que las fuerzas armadas habían vetado la postulación de Haya de la Torre y sembraron el temor de lo que pasaría si el APRA llegaba a ganar las elecciones el año siguiente. El fraude se denunció y se encontró. En 1962, el personero de Acción Popular en el Jurado Departamental de Elecciones era el Dr. Ricardo Castro Becerra y el auxiliar ante el Jurado Departamental de Elecciones era el correligionario Enrique J. Aguirre Argüelles, ambos después fundadores de AP. Después de 60 días en el JDE, que funcionaba en el actual local del Congreso, se denuncia el gran fraude de libretas electorales falsas. Al denunciar esto, Belaúnde viaja a Arequipa y se hacen las barricadas otro grupo a Cajamarca para exigir la renuncia del Dr. Bustamante Presidente del Jurado Nacional de Elecciones y la anulación de las elecciones fraudulentas del APRA y la CONVIVENCIA Apra-Prado. El Comando Conjunto de las Fuerzas Armadas lanzan un comunicado y el general Pérez Godoy asume la Presidencia de la República y renovación toma la Presidencia el general Nicolás Lindley y quien convoca a nuevas elecciones para el año 1963 que gana el candidato Fernando Belaúnde Terry pero con una minoría en el Congreso.
En 1963 Belaunde, aliado con la DC y las izquierdas, derrotó al líder aprista Haya de la Torre aliado del pradismo. Pero no consiguió mayoría en ambas cámaras del parlamento. De esta manera, la cámara de diputados estuvo con una mayoría aprista (57), seguido por la coalición Acción Popular-Democracia Cristiana (50) y la Unión Nacional Odriista (26). Por otro lado, la Cámara de Senadores estuvo liderada por la coalición oficialista (20) seguido por el PAP y UNO con 18 y 7 senadores respectivamente.

#### Elecciones municipales 1963
El APRA, en unión con la UNO del expresidente Manuel A. Odría, procedieron a formar una coalición. Acción Popular mantuvo su alianza con la Democracia Cristiana. Pronto las iniciativas de reforma del Ejecutivo, especialmente las más demandadas por la población tales como Reforma Agraria, Liquidación del Contrato Petrolero con la IPC en La Brea y Pariñas, entre otras, se vieron frustradas por la cerrada oposición de la "Coalición APRA-UNO" (Desaprobación de Proyectos de Leyes, Censuras a Ministros y Gabinetes, Reducciones presupuestarias en sectores estratégicos que requerían aprobación parlamentaria, etc). En respuesta Belaunde crea el Sistema Nacional de Cooperación Popular e instaura (por primera vez en la historia del Perú) las elecciones municipales democráticas, inspirándose en antiguas tradiciones precolombinas. Es así que en todo el Perú, en las Elecciones Municipales de 1963, se enfrentaron Acción Popular (en Alianza con la Democracia Cristiana) y el Partido Aprista Peruano (en alianza con la Unión Nacional Odriísta). Nuevamente ganó Acción Popular, con mayor diferencia, aunque el PAP y la UNO siguieron bloqueando iniciativas basados en su mayoría parlamentaria.

#### Elecciones municipales de 1966
En las elecciones municipales de 1966, en Lima fue reelegido Luis Bedoya Reyes y a nivel nacional también volvió a ganar Acción Popular (en alianza con la DC) aunque parcialmente disminuyó la diferencia sobre el PAP y la UNO.
Tras el fallecimiento del diputado acciopopulista por Lima, Ciro Alegría, conforme a la legislación vigente se convocaron a elecciones (la ley no consideraba accesitarios del mismo partido). En la contienda electoral de 1967, el educador peruano Carlos Cueto Fernandini de las filas de Acción Popular se enfrentó al periodista Enrique Chirinos Soto, representante del Partido Aprista Peruano. Aunque por escaso margen, el PAP le ganó a AP. La correlación de fuerzas seguía siendo estrecha pero la tendencia favorable había mudado con claridad de un partido a otro. Sectores radicales del partido de gobierno se escindieron en 1967 formando Acción Popular Socialista (APS), dirigida por Edgardo Seoane, Gustavo Mohme Llona, Ricardo Letts Colmenares, entre otros.
A finales de 1966, ocurrió el famoso escándalo del contrabando en los bazares militares. Se había formado una comisión parlamentaria encabezada por el APRA, que era la mayoría parlamentaria y presidida por el diputado aprista Héctor Vargas Haya, con la intención de denunciar malos manejos en el gobierno. Esa comisión involucró al General Juan Velasco Alvarado, como presidente del Comando Conjunto de entonces, en el contrabando de paracaídas; así como al Ministro de la Marina de la época, en el contrabando de un automóvil traído desde Hamburgo en un buque de la Marina, propiciando así un golpe de Estado. La comisión investigadora nunca pudo terminar su labor porque sobrevino el golpe de Estado (3 de octubre de 1968) encabezado por el general Juan Velasco Alvarado.
Llegado el año 1968, el APRA decide romper su alianza con la UNO, exigiendo a cambio que se apoye su mediatizado plan para expropiar las petroleras de la región de La Brea y Pariñas, en manos de la International Petroleum Company (el APRA era favorito para ganar las elecciones al año siguiente). El escándalo causado por la "desaparición" de una de las supuestas páginas originales del documento entre el Estado Peruano y la IPC causa malestar en todos los sectores políticos, aunque años más adelante destacados representantes del APRA, como Javier Valle Riestra, reconocieron públicamente que dicha página en realidad nunca existió. El Ejército decide entonces derrocar al gobierno de Belaúnde. De esta manera, el presidente Belaúnde es detenido y sacado del Palacio de Gobierno el 3 de octubre de 1968. Belaúnde es deportado a la fuerza a Argentina, con la complacencia de los demás partidos políticos. A pesar del obstruccionismo en el Parlamento, era previsible que Acción Popular obtendría una importante votación en las elecciones de 1969. El golpe de Estado cambió el panorama político.

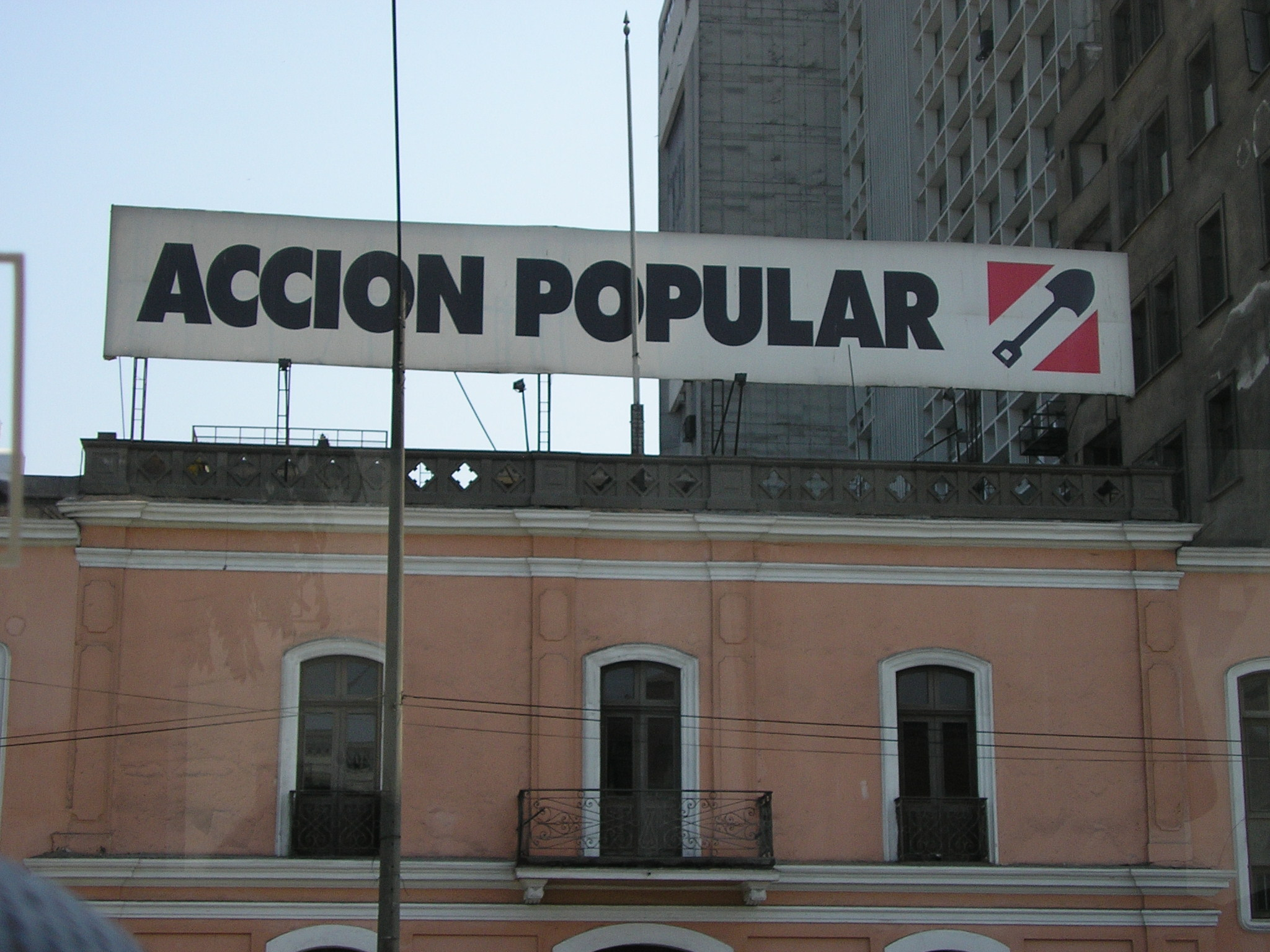
Banner de Acción Popular en Lima, Perú.

### Años 1970: oposición a la dictadura militar
El presidente, general de división EP Juan Velasco Alvarado inicia un proceso revolucionario y militarista pero de corte nacionalista y antimperialista, que duraría hasta 1975, cuando el general de división EP Francisco Morales Bermúdez Cerruti lo defenestra del poder en un golpe de Estado.
Ante las protestas de la población civil y el fracaso de las reformas que intentaba aplicar en el Estado, Moralez Bermúdez se ve obligado a convocar una Asamblea Constituyente de 1978, la que es presidida por Víctor Raúl Haya de la Torre. De esta manera, la Revolución Peruana encabezada por las Fuerzas Armadas llegó a su fin. Durante todo este período, Acción Popular no participa en el Gobierno, al considerarlo de facto y carente de legitimidad constitucional. En mayo de 1980, en pleno régimen militar, se produjo el primer atentado del grupo terrorista Sendero Luminoso.

### Años 1980: Segundo gobierno de Fernando Belaúnde
En 1980, se produjeron elecciones generales, en las que postuló y ganó el expresidente de la República, Fernando Belaúnde Terry, quien había regresado del exilio dos años antes. Logró cerca del 45% de votos obteniendo la primera mayoría en la Cámara de Senadores, siendo sus representantes en orden de lista los siguientes: Trelles Montes, Julio Oscar; Alva Orlandini, Javier; Ulloa Elías, Manuel; Mariátegui Chiappe, Sandro; Monteagudo Monteagudo, Ricardo; Manchego Bravo, Carlos Alberto; Díaz Orihuela, Javier; Acurio Velarde, Gastón; Calmell del Solar Zúñiga, Fernando; Biondi Bernales, Julio César; Balarezo Calle, Orlando; Cabieses López, Carlos; Serrano Solís, Mario Augusto; Cheneffusse Carrera, Jaime; Estrada Alva, Rosa; Del Castillo Bardales, Pedro Ricardo; Boldrini Pomareda, Oriel; Yashimura Montenegro, Eduardo; Ángeles Ramírez, Domingo; Martín Sánchez, José Carlos; Vásquez Corrió, Francisco; Negrón Fernández, Alberto Genaro; Benavides Bernales, Óscar Alejandro; Carrión Vergara, Alberto; Cuculiza Torre, Mirko; Seminario Cuglievan, Fernando. Finalmente, Acción Popular también, obtuvo mayoría en la Cámara de Diputados en donde el partido ocupó 98 escaños.

#### Elecciones municipales de 1980[16]
El partido reinstauró las elecciones municipales democráticas, las que ganó a nivel nacional otra vez en 1981. En Lima, ganó también el candidato de AP, el arquitecto Eduardo Orrego Villacorta. Regresó la libertad de prensa, ya que Belaúnde devolvió todos los medios de comunicación escritos radiales y televisivos, confiscados durante la dictadura de Velasco y Morales Bermúdez. Sin embargo, el alcance de escaños del partido, se redujo respecto al periodo electoral anterior. Aquello puede ser explicado, por un lado, por la cohesión de la izquierda peruana en el partido Izquierda Unida (IU); y por otro lado, porque AP, tuvo gran adhesión en las elecciones generales de 1980 por cuestiones coyunturales como la división de la izquierda y un país gobernado por militares. Cabe recalcar que las elecciones se desarrolló en 1980 y en 1981 fueron las elecciones complementarias.
Durante el período de 1980-1985, el gobierno belaundista enfrentó diversas crisis como inundaciones destructivas en el norte del país simultáneas con sequías en los campos agropecuarios del sur (el más severo "Fenómeno del Niño" de aquellos tiempos), la crisis de la deuda externa y la inflación crecientes, contraídas durante el régimen militar, la baja del precio internacional de las exportaciones peruanas, la carga inmensa del aparato estatal y los comienzos de la lucha armada por parte del grupo terrorista Sendero Luminoso.

#### Elecciones municipales de 1983[16]
En las elecciones municipales de 1983, el partido cede posiciones en el mapa político del país.
En 1985, El candidato oficialista, Javier Alva Orlandini, fracasa en su intento de exponer los logros del gobierno, perdiendo la elección de ese año y con el Acción Popular pierde la gran mayoría de sus representantes en la Cámara de Diputados y en la de Senadores. De esta manera, los curules obtenidos en la Cámara de Diputados, AP ocupó el cuarto lugar con 10 diputados, siendo antecedido por el PAP, IU y Convergencia Democrática con 107, 48 y 12 diputados respectivamente. En la Cámara de Senadores, AP también ocupó el cuarto lugar, ocupando 5 curules, y atrás del PAP, IU, y Convergencia Democrática con 32, 15 y 7 senadores respectivamente.
Como consecuencia de la importante derrota sufrida el año anterior, decide no postular en las elecciones municipales de 1986 y se reorganiza.

### FREDEMO
Para las elecciones municipales de 1989, Acción Popular decide apoyar en las elecciones a la coalición centro derechista Frente Democrático (Fredemo), con el PPC y el Movimiento Libertad, que postulaba al novelista Mario Vargas Llosa, liderando sus listas en las elecciones municipales de 1989 y generales de 1990. Es así como en las elecciones municipales de 1989, Acción Popular recupera numerosas alcaldías a nivel nacional pero pierde en la más importante, Lima, en la que el candidato acciopopulista (el ingeniero Juan Incháustegui Vargas) es superado por el "independiente" y empresario de comunicaciones Ricardo Belmont Cassinelli del Movimiento Obras.
Pero un sorpresivo resultado da la victoria al "independiente" Alberto Fujimori de Cambio 90. Sin embargo Acción Popular obtiene una importante representación en las dos Cámaras del Congreso, y se convierte en el principal partido político de oposición.

### Años 1990: oposición al fujimorato
Tras diversos enfrentamientos políticos entre el Ejecutivo y el Parlamento, Fujimori disuelve el Congreso de la República el 5 de abril de 1992, interviniendo o paralizando el Poder Judicial y todas las demás instituciones constitucionalmente autónomas en la democracia peruana. En noviembre de 1992, el Partido Acción Popular decide no participar del Congreso Constituyente Democrático convocado por el gobierno provisional de Fujimori.
Durante toda la década de los 90, y como consecuencia de su abstención en el Congreso Constituyente de 1992 a 1995 y la gran derrota sufrida por su candidato municipal & presidencial Raúl Diez Canseco T. en las elecciones municipales del año 1992 y en las elecciones generales del año 1995, Acción Popular ve poco a poco disminuir su influencia política en el país, llegando al Congreso del año 2000, con sólo tres representantes, siendo uno de ellos el Secretario General del Partido, el abogado Valentín Paniagua. A nivel municipal, en Lima, fue el único partido que conservó al menos un distrito (Lurigancho- Chosica), pues los demás sillones municipales fueron ocupados por representantes de los "independientes".
El gobierno de Alberto Fujimori colapsó en noviembre de 2000, tras el descubrimiento de la red de corrupción que Montesinos había creado a su alrededor. En dos reñidas votaciones, la oposición recupera la mayoría en el Parlamento, y procede a elegir a Valentín Paniagua Corazao como presidente del cuerpo legislativo.
Alberto Fujimori decide renunciar a la Presidencia desde Japón, siendo ésta rechazada por el Congreso. Al ser destituido de su cargo, Valentín Paniagua es proclamado como Presidente Constitucional de la República.

### Años 2000-2001: Gobierno transitorio de Valentín Paniagua
Paniagua encabezó la transición, seleccionando a Javier Pérez de Cuéllar como Presidente del Consejo de Ministros y Ministro de Relaciones Exteriores, liderando un gabinete ministerial en la cual se convocó a gente de diversos partidos políticos. En este periodo se ordenó la economía nacional peruana devolviendo el crecimiento al país, se desarticuló la red de corrupción (Pase al retiro a todos Generales que apoyaron al régimen antidemocrático, captura del exasesor presidencial Vladimiro Montesinos, etc). El gobierno de Paniagua es conocido como el de Transición Democrática, duró 8 meses y convocó a las elecciones generales del 2001.

### Elecciones Parlamentarias 2001
En las que Acción Popular no participó con candidato presidencial como extrema garantía de transparencia, entre otras acciones que devolvieron la confianza a la nación y recuperaron la imagen internacional del país. Sin embargo, postuló lista al Parlamento, en los que resultaron elegidos:
- Manuel Merino por Tumbes
- Pedro Morales Mansilla por Junín
- Yonhy Lescano Ancieta por Puno, (en calidad de invitado).

En las elecciones generales del año 2001, ganó Alejandro Toledo Manrique en segunda vuelta, derrotando a Alan García. Desde esa fecha, Paniagua se retiró a sus quehaceres de maestro y jurista.

### Elecciones Municipales y Regionales 2002
Así mismo, el 2002, se ejecutan por primera vez las elecciones regionales, las cuales tenían como objetivo elegir Presidentes Regionales para los 25 departamentos del Perú. En ese sentido, la participación partidaria fue bastante alta (15 agrupaciones políticas). En dichas elecciones AP ocupó el sexto lugar por cantidad de votos.

### Candidatura de Valentín Paniagua a la Presidencia en 2006
En las elecciones generales del 2006, dentro del Frente de Centro se postuló la candidatura del acciopopulista Valentín Paniagua a la presidencia de la República, sin el éxito esperado, ya que quedó en quinto puesto en los resultados finales, siendo congresistas elegidos por Acción Popular:
- Víctor Andrés García Belaúnde por Lima
- Yonhy Lescano Ancieta por Puno
- Mario Peña por Loreto, falleció en 2008 y fue remplazado por Jorge Foinquinos Mera por Loreto
- Rosario Sasieta Morales por Lima (Retirada del Partido por el Tribunal de Disciplina en septiembre de 2010).
- Alberto Andrade Carmona por Lima, único de Somos Perú: falleció en 2009 y fue reemplazado por Ricardo Belmont Cassinelli por Lima ( Accesitario Independiente invitado por Acción Popular).

### Elecciones generales de 2011
En las elecciones regionales y municipales de 2010, Acción Popular fue uno de los cuatro partidos que sí ganaron un gobierno regional (al igual que el Partido Aprista Peruano, Somos Perú y Alianza Para el Progreso), resultando el tercer partido con mayor número de alcaldes y regidores provinciales y distritales (más que Perú Posible y el Partido Popular Cristiano juntos, por ejemplo), tras lo cual Acción Popular decidió promover la candidatura presidencial del peruposibilista Alejandro Toledo, lo que sumado al apoyo de Somos Perú, movimientos regionales e independientes, significó la conformación de la Alianza Electoral Perú Posible. Tras a un comienzo de campaña favorable, la terna presidencial (con candidatos exclusivamente peruposibilistas) terminó en cuarto lugar, en tanto que la lista congresal (con candidatos acciopopulistas, peruposibilistas y de Somos Perú), terminó en tercer lugar. Los congresistas acciopopulistas son:
- Víctor Andrés García Belaúnde por Lima
- Yonhy Lescano Ancieta quien ya no postuló por su natal Puno sino por Lima.
- Mesías Guevara por Cajamarca
- Leonardo Inga por Loreto
- Manuel Merino por Tumbes

### Elecciones regionales y municipales de 2014
En las elecciones regionales y municipales de 2014, Acción Popular alcanzó cuatro alcaldías provinciales y 58 distritales, lo que lo colocó como el tercer partido nacional con mayor número de autoridades provinciales y distritales, después de Alianza para el Progreso y Fuerza Popular, superando al Partido Aprista Peruano, y sumando el mismo número de autoridades que Solidaridad Nacional, Perú Posible, el Partido Popular Cristiano, el Partido Humanista Peruano y el Partido Nacionalista Peruano juntos.

### Elecciones generales de 2016
En el 2015, se decidió en el Plenario del mes de abril que el Partido iría a las Elecciones Generales por su cuenta, con símbolo y nombre propio y sin alianzas. Para ello, el 20 de noviembre se convocó a elecciones internas, a las que se presentaron cuatro precandidatos: El periodista Alfredo Barnechea, el legislador Mesías Guevara, el exdiputado Alejandro Montoya Sánchez y la abogada Beatriz Mejía. El 20 de diciembre se llevaron a cabo las elecciones, en el primer y único proceso interno supervisado y gestionado por la ONPE, tras el cual el periodista Alfredo Barnechea se alzó con la nominación con el 52% de votos válidos de la militancia para representar al Partido en las elecciones generales del 2016. En segundo lugar quedó el legislador Mesías Guevara con el 42% de los votos válidos, Mejía obtuvo el 5% de los votos válidos y Montoya alcanzó el 1% de los votos válidos. De esta manera, Alfredo Barnechea se convirtió en el primer candidato a la Presidencia de la República que representó a Acción Popular con nombre y símbolo propios desde el año 2000 cuando postuló el legislador Víctor Andrés García Belaúnde y el primero desde el 2006 que pertenece a Acción Popular luego de ser haber postulado al expresidente de la República Valentín Paniagua. El 28 de diciembre en presentación pública realizada en el local central de Paseo Colón, Barnechea aceptó la nominación y brindó las directivas para el trabajo de campaña que se inició de manera inmediata siendo acompañado en su plancha presidencial por el legislador Víctor Andrés García Belaúnde en la primera vicepresidencia y del exvicepresidente del partido,  Edmundo del Águila Morote, como segundo vicepresidente.

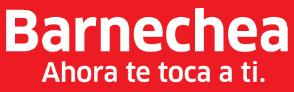
Lema del partido para las Elecciones Generales de Perú de 2016.

Finalmente, tras una campaña electoral cuyo inicio oficial fue el 17 de enero de 2016, Barnechea alcanzó el cuarto lugar de las preferencias en la votación llevada a cabo el 10 de abril de 2016, con 6.97% del total de votos válidos. Ello convierte a Barnechea en el candidato presidencial de Acción Popular con la mayor votación alcanzada en 30 años, desde las elecciones generales de Perú de 1985, cuando el Dr. Javier Alva Orlandini, cofundador del partido y expresidente del Partido, encabezó la fórmula presidencial y alcanzó el 7.26% del total de votos válidos.

A nivel parlamentario, Acción Popular se convirtió en la sexta fuerza política, obteniendo el 7.26% de los votos válidos. Los congresistas electos son:
- Víctor Andrés García Belaúnde por Lima
- Yonhy Lescano Ancieta por Lima.
- Edmundo del Águila Herrera por Lima.
- Miguel Román Valdivia por Arequipa
- Armando Villanueva Mercado por Cusco

#### Elecciones municipales de 2018
El 7 de octubre de 2018 a las 4 de la tarde por medio del sondeo a boca de urna fue confirmado como alcalde electo de toda la ciudad de Lima al señor Jorge Muñoz Wells quien postulaba con el partido Acción Popular. Curiosamente su eventual victoria se dio en la fecha de natalicio del expresidente Fernando Belaúnde Terry, quien además fue el fundador del partido.

### Elecciones extraordinarias de 2020
El 26 de enero, se llevaron a cabo las elecciones parlamentarias de 2020, donde el partido ganó con el 11,8% de los votos, convirtiéndose en el partido con mayoría de curules (25)  para el Congreso.

### Gobierno transitorio de Manuel Merino (2020)

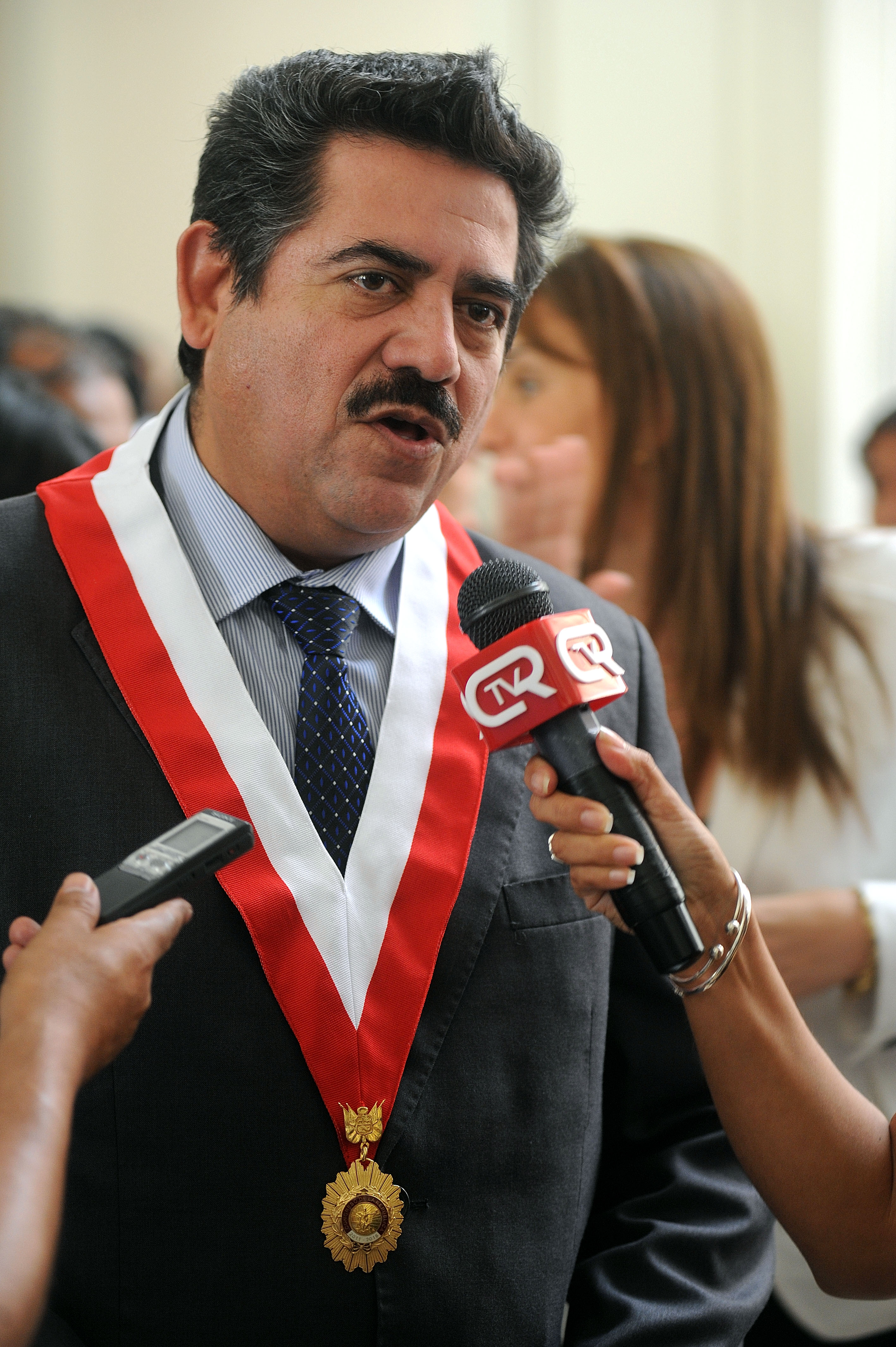
Manuel Merino, proclamado presidente de transición del Perú por el Congreso de la República luego de la destitución de Martín Vizcarra.

El 10 de noviembre, asumió la presidencia Manuel Merino de Lama, en medio de una grave crisis política, que terminó en violentas protestas en contra de su régimen, acabando con la vida de 2 jóvenes, tras estos hechos el 15 de noviembre, Merino decidió dimitir de su cargo de manera irrevocable.

### Elecciones presidenciales de 2021
Para las elecciones del 2021 presentó al candidato Yonhy Lescano después de ganar las elecciones internas. De allí, Lescano obtiene 1.306.288 de votos (9,07%), quedando así en el 5° puesto. Además, el partido Acción Popular logra obtener 16 escaños en el congreso de la República.

## Ideología
El partido posee su propia doctrina oficial, el «acciopopulismo», cuya base, según la misma organización, es el humanismo situacional. Esta doctrina considera que el rol del Estado debe limitarse a regular e incentivar a la empresa privada y al desarrollo sostenible. Dentro del rasgo principal de su teoría, el humanismo situacional, considera en el caso peruano que se inspira concretamente en lo que se ha denominado "El Perú como Doctrina".
Afirma que su proclama es de corte "Democrático, nacionalista y revolucionario":
- Democrático, por cuanto respeta, difunde y defiende el sistema democrático.
- Nacionalista, por cuanto promueve las tradiciones y el desarrollo económico y cultural locales.
- Revolucionario, por cuanto aspira a la actualización incesante de la nueva modernidad y al cambio veloz que mejore las estructuras sociales y culturales.

La idea de "El Perú como Doctrina" tiene por fundamento los valores y principios surgidos de la particularidad histórica y cultural en que se desarrolló el Perú pero que tienen trascendencia universal. Son sus más importantes valores la Veracidad, Honestidad, Laboriosidad y Solidaridad. Parte importante de su doctrina se desarrolla en lo que ellos llaman Cooperación Popular.
En la práctica, Acción Popular inició como un partido de centroizquierda cercano al socialismo democrático con la primera llegada al poder de Fernando Belaúnde (1963-1968). Su segundo gobierno (1980-1985) se caracterizó por virar a la derecha conservadora. Hacia fines de los años 60, un sector radicalizado se escindió del partido (los denominados "termocéfalos"), conformando Acción Popular Socialista (Manuel Seoane, Gustavo Mohme, entre otros intelectuales). Así mismo, una buena parte de los denominados "jóvenes turcos" (o "chapulines", militantes del partido de principios de los años 80), a principios de los años 1990 migraron a la derecha (primero al Movimiento Libertad y luego al fujimorismo). Estas son las dos mayores mermas partidarias sufridas por este partido. En consecuencia, a partir de ese entonces, Acción Popular es identificado como un partido atrapalotodo, con tres facciones: una de derecha conservadora, cercana al neoliberalismo y al anticomunismo; otra centrista cercana al humanismo y al nacionalismo cívico y finalmente la facción de izquierda progresista, ligada al estatismo y al socialismo democrático.

## Candidatos presidenciales
| Elección | Candidato                     | Foto | Resultado | Puesto            | %             | Nota |
| -------- | ----------------------------- | ---- | --------- | ----------------- | ------------- | --- |
| 1956     | Fernando Belaúnde Terry       |      | Perdió    | Segundo           | 36,7%         | Como parte del Frente Nacional de Juventudes Democráticas. |
| 1962     | Fernando Belaúnde Terry       |      | Perdió    | Segundo           | 32,2%         | La Constitución de 1933 establecía que de no haber candidato con al menos un tercio de votos válidos, el Congreso debía elegir al Presidente de la República. Sin embargo, el proceso se vio interrumpido por un golpe de Estado. |
| 1963     | Fernando Belaúnde Terry       |      | Ganó      | Primero           | 39,1%         | |
| 1980     | Fernando Belaúnde Terry       |      | Ganó      | Primero           | 44,9%         | |
| 1985     | Javier Alva Orlandini         |      | Perdió    | Cuarto            | 7,3%          | |
| 1990     | Mario Vargas Llosa            |      | Perdió    | Primero (segundo) | 32,6% (37,6%) | Como parte del FREDEMO. |
| 1995     | Raúl Diez Canseco Terry       |      | Perdió    | Sexto             | 2%            | |
| 2000     | Víctor Andrés García Belaúnde |      | Perdió    | Octavo            | 0,4%          | |
| 2006     | Valentín Paniagua Corazao     |      | Perdió    | Quinto            | 5,75%         | Como parte del Frente de Centro. |
| 2011     | Alejandro Toledo Manrique     |      | Perdió    | Cuarto            | 15,64%        | Como parte de la Alianza Electoral Perú Posible. |
| 2016     | Alfredo Barnechea García      |      | Perdió    | Cuarto            | 6.95%         | Fue elegido candidato a la Presidencia de la República con el 52% de votos válidos de la militancia del partido. |
| 2021     | Yonhy Lescano Ancieta         |      | Perdió    | Quinto            | 9.12%         | Fue elegido candidato a la Presidencia de la República con el 64% de votos válidos de la militancia del partido. |

## Personas destacadas

### Presidentes del Perú
De las filas de Acción Popular tres han sido presidentes del Perú: 

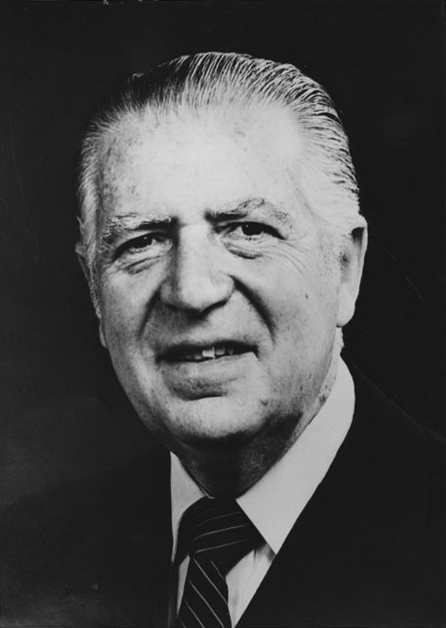
Fernando Belaúnde Terry (1963-1968) (1980-1985)
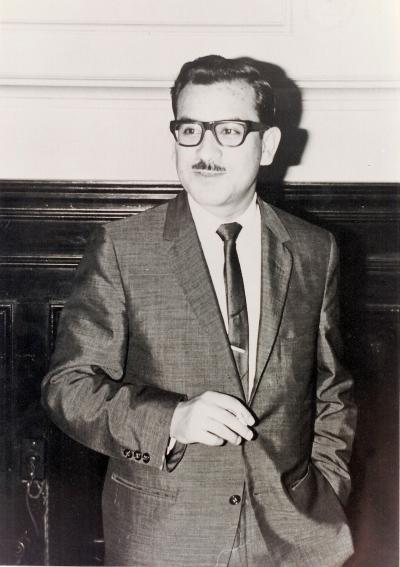
Valentín Paniagua Corazao (2000-2001)
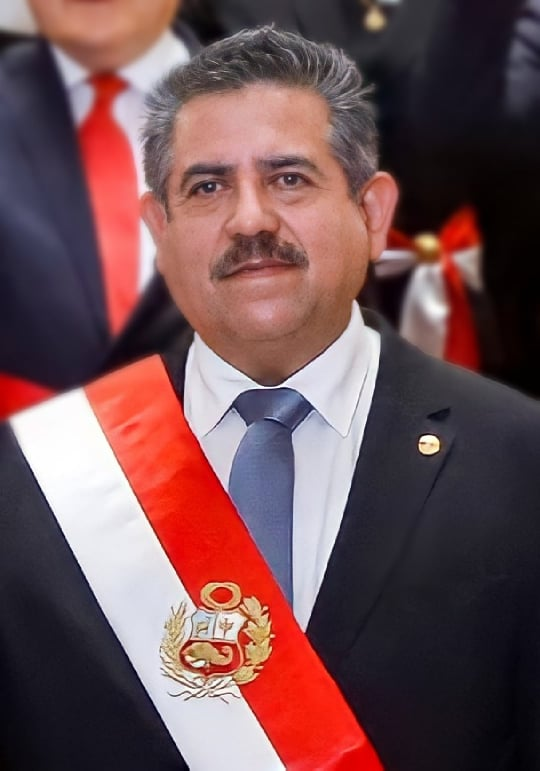
Manuel Merino de Lama (2020)

### Principales líderes históricos
- Violeta Correa Miller (1927-2001) - primera dama del Perú, de 1980 a 1985. Promotora de las organizaciones sociales de base, de las organizaciones juveniles y las femeninas, especialmente aquellas conocidas como "Cocinas Familiares" y "Clubes de Madres". Falleció el año 2001.
- Javier Alva Orlandini (1927-2020): Abogado, catedrático.
  - Fundador del Frente Nacional de Juventudes Democráticas, organización de la cual nacería Acción Popular.
  - Diputado de la República, 1963-1968.
  - Senador de la República del Perú, 1980-1985 / 1990-1992.
    - Presidente del Senado de la República, 1981-1982.

  - Segundo Vicepresidente de la República, 1980-1985.
  - Candidato presidencial en las elecciones de 1985.
  - Presidente de Acción Popular, 2009-2014
- Manuel Arce Zagaceta - Abogado. Fundador del Frente Nacional de Juventudes Democráticas. Diputado.
- Eduardo Orrego Villacorta (1933-1994): Arquitecto, político.
  - Diputado de la República, 1963-1968.
  - Alcalde de Lima, 1981-1984.
- Sandro Mariátegui Chiappe (1921-2013): Abogado, político.
  - Diputado de la República, 1963-1968.
  - Presidente del Consejo de Ministros, 1984.
  - Senador de la República, 1980-1992.
    - Presidente del Senado de la República, 1982-1983.
- Rodolfo Zamalloa Loaiza (1919 - 2009) Abogado, Político
  - Diputado de la República, 1963 -1968.
  - Diputado de la República. 1980 -1985.
- Manuel Ulloa Elías empresario
- Julio Gilberto Muñiz Caparó Empresario
  - Alcalde Provincial del Cusco, 1975-1980.
  - Diputado de la República. 1980-1985.
- Javier Arias Stella científico
- Fernando Calmell del Solar agricultor
- José María de la Jara y Ureta (hijo)
- Francisco Miro Quesada Cantuarias filósofo
- Gastón Acurio Velarde
- Ricardo Letts Colmenares, de 1961 a 1965. Fue miembro del comité provincial de Chancay y participó en el III Congreso Nacional del partido realizado en Iquitos. En el viaje por el Río Ucayali conoce a Fernando Belaúnde Terry. Fue nombrado Secretario Nacional de Asuntos Campesinos y luego Jefe Nacional del Comando de Juventudes. En 1965 renuncia a Acción Popular.

Entre sus ilustres correligionarios figuran además los escritores peruanos Ciro Alegría y Juan José Vega, el educador Carlos Cueto Fernandini, y muchos otros.

### Principales líderes actuales
- Maria del carmen Alva Prieto: Abogada, política.
  - Congresista de la República (2021-presente).
  - Presidenta del Congreso de la República, 2021-2022.
- Raúl Diez Canseco Terry: Empresario, economista, político.
  - Exdiputado de la República (1990-1992) en alianza con el FREDEMO.
  - Candidato presidencial en las elecciones de 1995.
- Víctor Andrés García Belaúnde: Empresario, político.
  - Exdiputado de la República (1985-1992).
  - Candidato presidencial en las elecciones de 2000.
  - Expresidente de Acción Popular.
  - Excongresista de la República (2006-2019).
- Alfredo Barnechea: Escritor, periodista.
  - Candidato presidencial en las elecciones de 2016.
- Julio Chávez Chiong :Abogado, político.
  - Alcalde de San Martín de Porres (2019-2022).
  - Presidente  de Acción Popular 2024-presente.
- Miguel Romero Sotelo: Arquitecto, político. 
  - Alcalde de Lima, en el 2022. (Reemplazó a Jorge Muñoz por ser vacado).

## Representación en el Congreso de la República

### Bancada parlamentaria
Actualmente la Bancada de Acción Popular está conformada por 10 congresistas: 
| Circunscripción | Nombre                       | Condición |
| --------------- | ---------------------------- | --------- |
| Cajamarca       | Silvia Monteza Facho         | Militante |
| Cusco           | Luis Aragón Carreño          | Militante |
| Huancavelica    | Wilson Soto Palacios         | Militante |
| Ica             | Raúl Felipe Doroteo Carbajo  | Militante |
| Junín           | Ilich Fredy López Ureña      | Militante |
| La Libertad     | Carlos Enrique Alva Rojas    | Militante |
| Lambayeque      | Hilda Marleny Portero López  | Militante |
| Loreto          | Juan Carlos Mori Celis       | Militante |
| San Martín      | Karol Ivett Paredes Fonseca  | Militante |
| Ucayali         | Elvis Hernán Vergara Mendoza | Militante |

## Resultados electorales

### Elecciones presidenciales

#### Desde su fundación hasta 1980
|  | 36.7 % |

|  | 32.13 % |

|  | 39.1 % |

#### Desde el retorno a la democracia
|  | 44.9 % |

|  | 7.3 % |

|  | 32.6 % |

|  | 37.6 % |

|  | 1.6 % |

|  | 0.42 % |

|  | 5.75 % |

|  | 15.64 % |

|  | 6.97 % |

|  | 9.10 % |

|  | 0.00 % |

### Elecciones parlamentarias

#### Congreso bicameral
|  | 35.67 % |

|  | 35.06 % |

|  | 40.9 % |

|  | 38.9 % |

|  | 8.1 % |

|  | 8.4 % |

|  | 32.3 % |

|  | 30.1 % |

#### Congreso unicameral
|  | 3.3 % |

|  | 2.5 % |

|  | 4.2 % |

|  | 7.07 % |

|  | 14.83 % |

|  | 7.20 % |

|  | 10.26 % |

|  | 9.02 % |

### Elecciones al Parlamento Andino
|  | 5.61 % |

|  | 14.7 % |

|  | 8.01 % |

|  | 9.13 % |

### Elecciones municipales y regionales
| Año  | Gobiernos Regionales | Alcaldías Provinciales | Alcaldías Distritales |
| Año  | Representantes       | Representantes         | Representantes        |
| ---- | -------------------- | ---------------------- | --------------------- |
| 1963 |                      | 75/196                 | 654/1867              |
| 1966 | 77/196               | 701/1867               |                       |
| 1980 | 103/196              | 872/1867               |                       |
| 1983 | 36/196               | 430/1867               |                       |
| 1986 | 0/196                | 0/1867                 |                       |
| 1989 | 19/196               | 130/1867               |                       |
| 1993 | 41/196               | 233/1867               |                       |
| 1995 | 15/196               | 97/1867                |                       |
| 1998 | 6/196                | 113/1867               |                       |
| 2002 | 0/25                 | 11/196                 | 40/1867               |
| 2006 | 0/25                 | 9/196                  | 102/1867              |
| 2010 | 1/25                 | 7/196                  | 66/1867               |
| 2014 | 0/25                 | 4/196                  | 58/1867               |
| 2018 | 3/25                 | 13/196                 | 118/1874              |
| 2022 | 0/25                 | 3/196                  | 61/1874               |